# Ani maamin
Ani maamin (hebr. אני מאמין "wierzę") – modlitwa żydowska powstała w średniowieczu, oparta na trzynastu artykułach wiary Majmonidesa. Każde punkt modlitwy rozpoczyna się od słów: "Wierzę wiarą doskonałą..." (Ani maamin be-emuna szlema...). Przez wielu żydów odmawiana w ramach codziennej modlitwy porannej (szaharit). Poetyckim opracowaniem Ani maamin jest hymn Jigdal.
Jako pieśń była hymnem wiary, śpiewanym przez Żydów wchodzących do komór gazowych.  